# The Phone Message
The Phone Message è un cortometraggio muto del 1916 scritto, diretto e interpretato da Allen Holubar.

## Produzione
Il film fu prodotto dalla Rex Motion Picture Company.

## Distribuzione
Distribuito dall'Universal Film Manufacturing Company, il film uscì nelle sale cinematografiche statunitensi il 21 luglio 1916.